# Càrrega de bateria IUoU

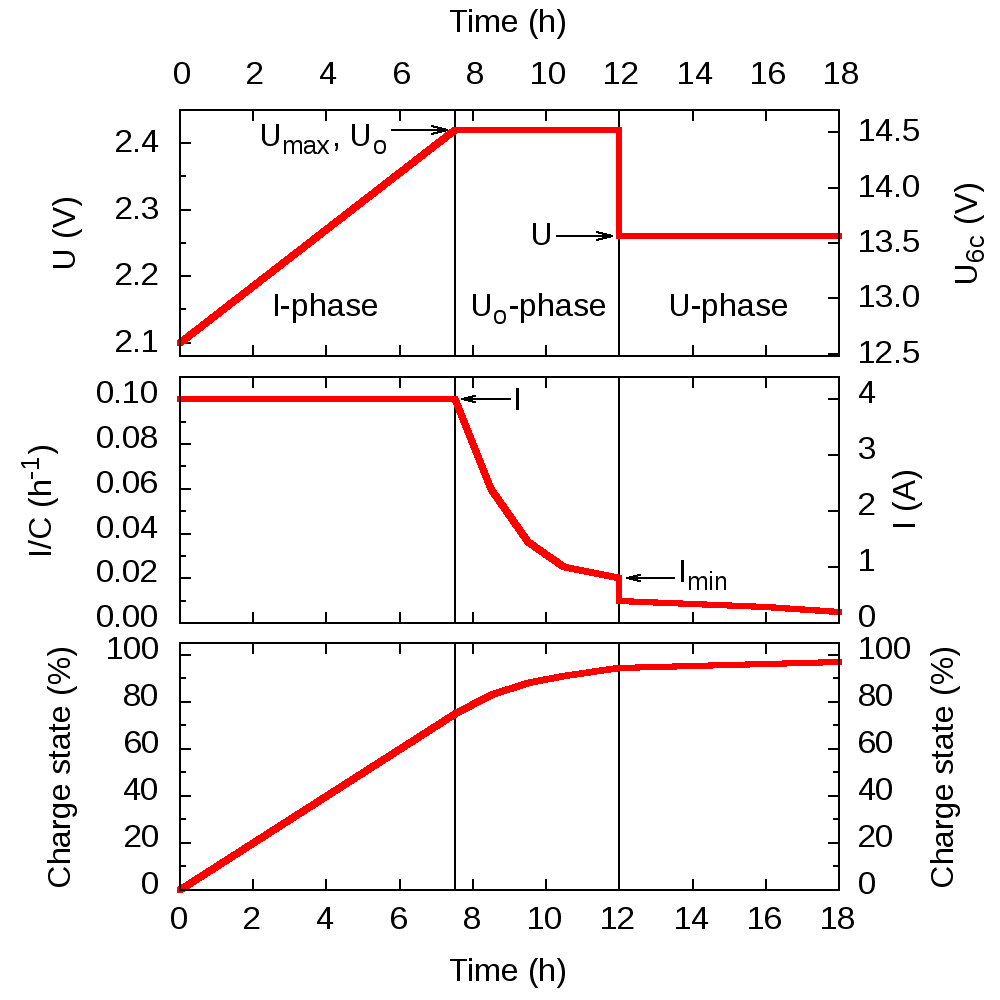
Exemple de gràfic de càrrega. A l'esquerra: quantitats per cel·la. A la dreta: valors d'exemple per a una bateria de 6 cel·les (12 V) de 40 Ah. Nota: il·lustració esquemàtica; no es basa en mesures reals.

IUoU és una designació DIN (DIN 41773) per a un procediment de càrrega de bateries de plom-àcid que també es coneix com a càrrega en 3 etapes, càrrega en 3 fases o càrrega en 3 passos. Consta de tres fases (o etapes), per ser executades per un carregador de bateries. Les tres fases són: fase I (corrent elèctric constant), fase Uo (sobretensió constant) i fase U (tensió constant). L'objectiu és carregar completament la bateria en un temps relativament curt sense reduir-ne la vida útil i mantenir la bateria carregada indefinidament mentre el carregador estigui connectat.

## Fases
L'etapa 1 s'anomena fase I, etapa de corrent constant o etapa de càrrega massiva. Aquesta fase es produeix quan un carregador IUoU està connectat a una bateria profundament descarregada. El carregador proporciona un corrent constant, normalment el corrent màxim que el carregador és capaç de produir. Com a conseqüència del corrent, la bateria absorbeix la càrrega i la seva tensió augmenta. El carregador limita la tensió màxima a U max, un màxim constant o que depèn de la temperatura, normalment al voltant de 2,4 V per cèl·lula. Un cop s'arriba a la tensió U max, normalment quan la bateria es carrega al 70-80% de la seva capacitat, el carregador entra a la fase Uo. En el cas d'una bateria que estigui més del 80% plena, això pot passar immediatament un cop engegat el carregador. Alguns carregadors poden mantenir la tensió a U màxim durant un temps i permetre que el corrent baixi fins al 80% del valor de corrent constant, abans de passar a la següent etapa.
L'etapa 2 s'anomena fase U o, etapa de voltatge-constant forçat, etapa d'absorció o càrrega. En aquesta etapa, la bateria es continua carregant a una (sobre)tensió constant U o, però el corrent de càrrega està disminuint. La disminució ve imposada per la bateria. La tensió a la fase U o és massa alta per aplicar-la indefinidament (per tant, sobretensió), però permet carregar la bateria completament en un temps relativament curt. L'O o -Fase es conclou quan el corrent de càrrega cau per sota d'un llindar min I, després de la qual cosa s'introdueix la fase O. Això passa quan la bateria es carrega al voltant del 95% de la seva capacitat. Alguns carregadors segueixen aquesta etapa per una segona etapa de corrent constant (amb una tensió que augmenta gradualment) abans de continuar amb la fase U. La tensió U o pot ser la mateixa que U max en l'etapa anterior, o es pot prendre una mica més alta.
L'etapa 3 s'anomena fase U o estat de càrrega flotant, la tensió es redueix a un valor que es pot aplicar amb seguretat durant llargs períodes (setmanes) sense reduir significativament la vida útil de la bateria. Durant aquesta fase, el corrent de càrrega disminueix gradualment fins a un petit valor residual que compensa qualsevol autodescàrrega de la bateria.

## Voltatges i corrents
El corrent a la fase I (etapa 1) s'ha de triar en funció de la capacitat de la bateria. A la pràctica, depèn de la capacitat del carregador. La capacitat de la bateria C s'expressa en unitats Ah, normalment el valor C 20 basat en un temps de descàrrega de 20 hores. El corrent de càrrega (en unitats A) es pot escriure com C/t on t és un temps. Per exemple, per a una bateria amb C = 40 Ah, un corrent C/10 és igual a 4 R. El corrent de càrrega és un compromís entre el temps de càrrega (afavorint corrents altes), la prevenció de danys per sobreescalfament o gasos (afavorint corrents baixes) i cost del carregador (afavorint corrents baixes). Les recomanacions per al corrent màxim de càrrega varien entre C/10 i C/2. Amb corrents de càrrega altes, poden ser necessàries mesures de refrigeració activa per evitar el sobreescalfament.
Les tensions a les fases U i U o (etapes 2 i 3) depenen del tipus de bateria i de la temperatura. Les bateries tenen un nombre variable de cèl·lules (normalment sis per a una bateria d'automòbil) i poden ser de tipus de cel·les inundades, de malla de vidre (AGM) o d'electròlit de gel. Els números de la taula següent corresponen a una temperatura al voltant dels 20 °C (68 °F). Per a temperatures que es desviïn més d'uns 5 °C (10 ° F), una correcció s'ha d'aplicar de − 5 mV / °C − 2,8 mV / ° F) per cèl·lula o − 0.03 V / ° C − 17 mV / ° F) per a una bateria de 12 V (6 cel) (voltatges més alts a temperatures més baixes i viceversa).
| Tipus de bateria                            | Ref.  | Etapa 1   | Etapa 1 | Etapa 2    | Etapa 2                 | Etapa 3    |
|                                             |       | U màx (V) | I       | U o (V)    | I min                   | U (V)      |
| ------------------------------------------- | ----- | --------- | ------- | ---------- | ----------------------- | ---------- |
| Humida/inundada, cel·la única               | [ 1 ] | 2.32      | < C/5   | 2.42       | I/10                    | 2.27       |
|                                             | [ 3 ] | 2.47      | < C/2   | 2,47–2,50  | C/100                   | 2.25–2.30  |
|                                             | [ 2 ] | 2,37–2,47 | C/10    | 2,37–2,47  | C/33                    | 2.19       |
| Humida/inundada, 6 cel·les (12 V)           | [ 1 ] | 13.9      | < C/5   | 14.5       | I/10                    | 13.6       |
|                                             | [ 3 ] | 14.8      | < C/2   | 14,8--15,0 | C/100 (Màxim 24 hores.) | 13,5--13,8 |
| AGM, 6 cel·les (12 V)                       | [ 1 ] | 13.9      | < C/5   | 14.5       | I/10                    | 13.6       |
|                                             | [ 3 ] | 14.1      | < C/2   | 14.1--14.4 | C/100                   | 13.6--13.8 |
| Electròlit de gel, 6 cel·les (12 V)         | [ 1 ] | 13.9      | < C/5   | 14.1       | I/10                    | 13.6       |
|                                             | [ 3 ] | 14.1      | < C/2   | 14.1--14.4 | C/100                   | 13,5--13,8 |
| Antimoni de cicle profund, 6 cel·les (12 V) | [ 3 ] | 14.7      | < C/2   | 14.7--14.9 | C/100                   | 13.2--13.4 |

## Casos especials
Una bateria defectuosa tindrà una fase I i una fase Uo curtes, però hi ha el risc de gasos i danyar encara més la bateria.
Si una bateria està connectada a una càrrega important durant la càrrega, és possible que mai s'arribi al final de la fase Uo i la bateria generi gas i es faci malbé, depenent del corrent de càrrega en relació amb la capacitat de la bateria.